# Thelma Van Rensburg
Thelma van Rensburg là một nghệ sĩ người Nam Phi sinh ra ở Pretoria, Nam Phi vào ngày 15 tháng 4 năm 1969. Cô sống ở Pretoria và tập trung công việc của mình vào việc thao túng mực trên giấy, nhưng cô cũng vẽ bằng bút chì và than. Thelma khám phá khả năng tình dục của phụ nữ và cách phụ nữ được thể hiện trên các phương tiện thông tin đại chúng liên quan đến vẻ đẹp hay sự xấu xí, các vấn đề khác và Gaze. Quá trình làm nghệ thuật của cô rất đa dạng- từ phương tiện truyền thông hỗn hợp, vẽ và tác phẩm kỹ thuật số.
Cô đã từng tham gia các cuộc thi như cuộc thi Chữ ký mới của Sasol 2007 tại Pretoria, cuộc thi Ekurhuleni năm 2009 và cuộc thi Vuleka năm 2009 tại cuộc thi Cape Town và Art Lovers ở Pretoria năm 2014 và 2015 và là người vào chung kết trong tất cả các cuộc thi này.

## Giáo dục
Thelma van Rensburg sinh ra ở Pretoria, Nam Phi vào năm 1969. Cô học và đi du lịch nhiều và có hứng thú với nghệ thuật, nhưng ở tại Hoerskool Tegnies Witbank, nơi không có môn nghệ thuật. Ở đó, cô gia nhập đội kịch và làm khá tốt. Năm 2000, cô có được Bằng Tâm lý học tại Đại học Nam Phi và năm 2007, cô đã nhận được Bằng danh dự B-Tech về Mỹ thuật của Đại học Công nghệ Tshwane. Cô đã hoàn thành bằng thạc sĩ về Mỹ thuật tại Đại học Pretoria vào năm 2016. Cô hiện đang theo học chương trình nghiên cứu sinh thực hành tại Đại học Plymouth ở Vương quốc Anh.

## Sự nghiệp
Sau giờ học, cô thực sự hứng thú với Thể dục dụng cụ và quyết định học Cử nhân môn Giáo dục thể chất. Cô đã làm việc trong vài năm và tiếp tục học tập nhận bằng Cử nhân Tâm lý học vào năm 2000, và sau đó cô đến Đài Loan để làm giáo viên. Các đồng nghiệp của cô ở đó gọi cô là Nữ hoàng PROP khi cô làm đạo cụ tốt nhất làm đồ dùng dạy học. Năm 2001, cô quyết định đi học nghệ thuật vì vẫn chưa tìm thấy công việc ưng ý của mình. Cô kết hôn năm 2003 và bắt đầu học nghệ thuật toàn thời gian vào năm 2004.